# The Black Windmill
The Black Windmill is een Britse thriller uit 1974 onder regie van Don Siegel. In Nederland werd de film destijds onder de titel Wie was Drabble? uitgebracht.

## Verhaal
Majoor John Tarrant werkt voor de Britse geheime dienst. Als zijn zoontje wordt ontvoerd, eisen de boeven diamanten als losgeld. John vraagt zijn medewerkers om hulp, maar hij merkt al vlug dat ze niet te vertrouwen zijn.

## Rolverdeling
| Acteur           | Personage             |
| ---------------- | --------------------- |
| Michael Caine    | John Tarrant          |
| Donald Pleasence | Cedric Harper         |
| Delphine Seyrig  | Ceil Burrows          |
| Clive Revill     | Alf Chestermann       |
| John Vernon      | McKee                 |
| Joss Ackland     | Hoofdcommissaris Wray |
| Janet Suzman     | Alex Tarrant          |
| Catherine Schell | Melissa Julyan        |
| Joseph O'Connor  | Edward Julyan         |
| Denis Quilley    | Bateson               |
| Derek Newark     | Politieagent          |
| Edward Hardwicke | Mike McCarthy         |
| Maureen Pryor    | Jane Harper           |
| Joyce Carey      | Juffrouw Monley       |
| Preston Lockwood | Ilkeston              |